# سیمرغ بلورین بهترین بازیگر نقش مکمل زن جشنواره فیلم فجر
سیمرغ بلورین بهترین بازیگر نقش مکمل زن جایزه‌ای ‌است که هرساله در جشنوارهٔ فیلم فجر به بهترین بازیگر نقش مکمل زن اهدا می‌شود.

## نامزدهای چندباره
بازیگران زیر بیش از یک بار نامزد دریافت سیمرغ بهترین بازیگر نقش مکمل زن از جشنواره فیلم فجر شده‌اند. در فهرست زیر افراد با توجه به تعداد دریافت سیمرغ قرار گرفته‌اند، تعداد نامزدی‌های هر یک از افراد نیز روبروی اسامی آن‌ها درج شده‌است.

## برندگان
| برنده              |
| برندهٔ دیپلم افتخار |

| دههٔ ۱۳۶۰ |                 |                    |           |           |
| ۱۳۶۱ ۱ام | اهدا نشد.       | اهدا نشد.          | اهدا نشد. | اهدا نشد. |
| ۱۳۶۲ ۲ام | اهدا نشد.       | اهدا نشد.          | اهدا نشد. | اهدا نشد. |
| ۱۳۶۳ ۳ام | جیران شریف      | مترسک              |           |           |
| ۱۳۶۴ ۴ام | مهری مهرنیا     | تنورهٔ دیو          |           |           |
| ۱۳۶۵ ۵ام | اهدا نشد.       | اهدا نشد.          | اهدا نشد. | اهدا نشد. |
| ۱۳۶۶ ۶ام | آنیک شفرازیان   | سرزمین آرزوها      |           |           |
| ۱۳۶۶ ۶ام | فاطمه معتمدآریا | جهیزیه‌ای برای رباب |           |           |
| ۱۳۶۶ ۶ام | عاطفهٔ رضوی      | آن‌سوی آتش          |           |           |
| ۱۳۶۶ ۶ام | سوگند رحمانی    | ویزا               |           |           |

| دوره | سال  | نام بازیگر                    | فیلم                      |
| ---- | ---- | ----------------------------- | ------------------------- |
| ۷    | ۱۳۶۷ | فاطمه معتمدآریا               | برهوت                     |
| ۸    | ۱۳۶۸ | افسر اسدی                     | عبور از غبار              |
| ۹    | ۱۳۶۹ | نیکو خردمند و ماهایا پطروسیان | هر دو برای پرده آخر       |
| ۱۰   | ۱۳۷۰ | فاطمه معتمدآریا               | مسافران                   |
| ۱۱   | ۱۳۷۱ | یاسمین ملک نصر                | سارا                      |
| ۱۲   | ۱۳۷۲ | نیکو خردمند                   | بازیچه زینت               |
| ۱۳   | ۱۳۷۳ | گلاب آدینه                    | روسری آبی                 |
| ۱۴   | ۱۳۷۴ | پریوش نظریه                   | پدر                       |
| ۱۵   | ۱۳۷۵ | جمیله شیخی                    | لیلا                      |
| ۱۶   | ۱۳۷۶ | بیتا بادران                   | آژانس شیشه‌ای              |
| ۱۷   | ۱۳۷۷ | احترام السادات حبیبیان        | مصائب شیرین               |
| ۱۸   | ۱۳۷۸ | رؤیا نونهالی                  | بوی کافور عطر یاس         |
| ۱۹   | ۱۳۷۹ | ماهایا پطروسیان               | هفت پرده                  |
| ۲۰   | ۱۳۸۰ | بهناز جعفری                   | خانه‌ای روی آب             |
| ۲۱   | ۱۳۸۱ | اعطا نشد                      |                           |
| ۲۲   | ۱۳۸۲ | مریلا زارعی                   | سربازهای جمعه             |
| ۲۳   | ۱۳۸۳ | لیلا زارع                     | ما همه خوبیم              |
| ۲۴   | ۱۳۸۴ | مهتاب نصیرپور                 | به نام پدر                |
| ۲۵   | ۱۳۸۵ | پانته‌آ بهرام                  | بچه‌های ابدی               |
| ۲۶   | ۱۳۸۶ | مهتاب نصیرپور                 | فرزند خاک                 |
| ۲۷   | ۱۳۸۷ | مهتاب کرامتی                  | بیست                      |
| ۲۸   | ۱۳۸۸ | شیرین یزدان‌بخش                | لطفاً مزاحم نشوید          |
| ۲۹   | ۱۳۸۹ | مهناز افشار                   | سعادت‌آباد                 |
| ۳۰   | ۱۳۹۰ | یکتا ناصر                     | یکی می‌خواد باهات حرف بزنه |
| ۳۱   | ۱۳۹۱ | پگاه آهنگرانی                 | دربند                     |
| ۳۲   | ۱۳۹۲ | شبنم مقدمی                    | امروز                     |
| ۳۳   | ۱۳۹۳ | سحر دولتشاهی                  | عصر یخبندان               |
| ۳۴   | ۱۳۹۴ | شبنم مقدمی                    | زاپاس و نفس               |
| ۳۵   | ۱۳۹۵ | ثریا قاسمی                    | ویلایی‌ها                  |
| ۳۶   | ۱۳۹۶ | سحر دولتشاهی                  | عرق سرد و چهاراه استانبول |
| ۳۷   | ۱۳۹۷ | فرشته صدرعرفایی               | شبی که ماه کامل شد        |
| ۳۸   | ۱۳۹۸ | طناز طباطبایی                 | شنای پروانه               |
| ۳۹   | ۱۳۹۹ | گلاره عباسی                   | ابلق                      |
| ۴۰   | ۱۴۰۰ | صدف اسپهبدی                   | علفزار                    |
| ۴۱   | ۱۴۰۱ | سارا حاتمی                    | کت چرمی                   |
| ۴۲   | ۱۴۰۲ | شبنم قربانی                   | مجنون                     |
| ۴۳   | ۱۴۰۳ | لیندا کیانی                   | ۱۹۶۸                      |